# توبي بيترسن
توبي بيترسن (بالإنجليزية: Toby Petersen)‏ هو لاعب هوكي الجليد أمريكي، ولد في 27 أكتوبر 1978 في منيابولس في الولايات المتحدة.

## وصلات خارجية
- توبي بيترسن على موقع دوري الهوكي الوطني (الإنجليزية)
- توبي بيترسن على موقع EliteProspects.com (الإنجليزية)
- توبي بيترسن على موقع HockeyDB.com (الإنجليزية)
- توبي بيترسن على موقع Hockey-Reference.com (الإنجليزية)